# 谷亭街道
谷亭街道，是中华人民共和国山東省济宁市鱼台县下辖的一个乡镇级行政单位。

## 行政区划
谷亭街道下辖以下地区：
建设社区、和平社区、爱国社区、运南村、姜庄村、李庄村、周堂村、东段村、西段村、杨楼村、汪庄村、李更卜村、双韩村、土楼村、蒋庄村、八里湾村、胡集村、缪集村、王子亮村、龙申村和西姚村。